# Бернар Воргоф
Бернар Воргоф (фр. Bernard Voorhoof; 10 травня 1910, Лір, Бельгія — 18 лютого 1974, там же) — бельгійський футболіст, що грав на позиції нападника. Виступав за національну збірну Бельгії. Учасник трьох перших чемпіонатів світу з футболу, один з двох найкращих бомбардирів в історії збірної Бельгії (30 голів).
Чотириразовий чемпіон Бельгії.

## Клубна кар'єра
У дорослому футболі дебютував 1927 року виступами за команду клубу «Льєрс», в якій провів двадцять один сезон, взявши участь у 529 матчах чемпіонату. Більшість часу, проведеного у складі «Льєрса», був основним гравцем атакувальної ланки команди.
Завершив професійну ігрову кар'єру у клубі «Монтеньє», за команду якого виступав протягом 1948—1949 років.

## Виступи за збірну
1928 року дебютував в офіційних матчах у складі національної збірної Бельгії. Протягом кар'єри у національній команді, яка тривала 13 років, провів у формі головної команди країни 61 матч, забивши 30 голів. За показником забитих голів за збірну Бельгії довгий час був одноосібним рекордсменом, доки у 1974 році його результат зміг повторити, проте не перевершити, Поль ван Гімст.
У складі збірної був учасником футбольного турніру на Олімпійських іграх 1928 року в Амстердамі, чемпіонату світу 1930 року в Уругваї, чемпіонату світу 1934 року в Італії, чемпіонату світу 1938 року у Франції.

## Досягнення
- Чемпіон Бельгії:

«Льєрс»: 1932, 1940, 1941, 1942